# Имола (писта)
Вижте пояснителната страница за други значения на Имола.
Аутодромо „Енцо и Дино Ферари“ (Autodromo Enzo e Dino Ferrari), повече известен като „Ѝмола“, е автописта за мотоциклетни и автомобилни състезания. Разположена е близо до малкия град Имола в Централна Италия, на 33 km югоизточно от град Болоня. На 6 km се намира международното летище „Гулиелмо Маркони“. До пистата водят две шосета – „А14“ и „S9“.
Дължината на пистата е 4892 m. Има общо 17 завоя. Трибуните са много добре разположени. На пистата се провеждат състезанията за Голямата награда на Сан Марино, част от календара на ФИА - Формула 1.
Рекордът за най-бърза обиколка принадлежи на Михаел Шумахер („Ферари“), когато на 25 февруари 2004 прави една обиколка за 1 минута 19 секунди и 664 хилядни. „Имола“ е една от малкото писти в Европа, на която посоката на движение е обратна на посоката на часовниковата стрелка.

## Черният уикенд
В края на април 1994 г. започва състезателният уикенд за Голямата награда на Сан Марино от сезон 1994, третото състезание от календара на ФИА и първото в Европа за тази година. Първо катастрофира тежко младият бразилски пилот Рубенс Барикело с Джордан, а по време на квалификацията на 30 април 1994 загива 33-годишният австриец Роланд Раценбергер, който се разбива със своя Симтек-Форд в предпазната ограда на завоя „Вилньов“.
На 1 май при старта става състезателен инцидент, при който се сблъскват пилотите Педро Лами и Джей Джей Лехто. Излиза сейфти кар, която води колоната в продължение на 6 обиколки. Състезанието е подновено в 7-а обиколка, като колоната повежда бразилската легенда Аертон Сена. На завоя „Тамбурело“ губи контрол над болида и се забива в необезопасената бетонна стена. Телеметрията на болида показва скоростта, с която се е движел преди удара - около 310 км/ч, а самият сблъсък е с около 218 км/ч. Надпреварата е спряна за повече от половин час, в който лекари и технически персонал правят всичко възможно да спасят трикратния световен шампион, но травмите са тежки и той изпада в кома още на пистата, вследствие на тежка мозъчна травма. Смъртта му е обявена официално след няколко часа в болница в Болоня.
След двете трагедии са направени промени на пистата – най-вече на завоя „Тамбурело“.

## Съоръжения
„Имола“ притежава:
- Пресцентър;
- Кули за фотографи;
- Отделение за спешна медицинска помощ;
- Ресторант;
- Хелипорт;
- Множество магазини за сувенири;

## Победители във Формула 1

### Гран при на Италия
| Година | Пилот        | Конструктор | Писта | Статистика |
| ------ | ------------ | ----------- | ----- | ---------- |
| 1980   | Нелсън Пикет | Брабам-Форд | Имола | Статистика |

### Гран при на Сан Марино
| Година | Пилот                 | Конструктор        | Писта | Статистика |
| ------ | --------------------- | ------------------ | ----- | ---------- |
| 2006   | Михаел Шумахер        | Ферари             | Имола | Статистика |
| 2005   | Фернандо Алонсо       | Рено               | Имола | Статистика |
| 2004   | Михаел Шумахер        | Ферари             | Имола | Статистика |
| 2003   | Михаел Шумахер        | Ферари             | Имола | Статистика |
| 2002   | Михаел Шумахер        | Ферари             | Имола | Статистика |
| 2001   | Ралф Шумахер          | Уилямс-БМВ         | Имола | Статистика |
| 2000   | Михаел Шумахер        | Ферари             | Имола | Статистика |
| 1999   | Михаел Шумахер        | Ферари             | Имола | Статистика |
| 1998   | Дейвид Култард        | Макларън-Мерцедес  | Имола | Статистика |
| 1997   | Хайнц-Харалд Френтцен | Уилямс-Рено        | Имола | Статистика |
| 1996   | Деймън Хил            | Уилямс-Рено        | Имола | Статистика |
| 1995   | Деймън Хил            | Уилямс-Рено        | Имола | Статистика |
| 1994   | Михаел Шумахер        | Бенетон-Форд       | Имола | Статистика |
| 1993   | Ален Прост            | Уилямс-Рено        | Имола | Статистика |
| 1992   | Найджъл Менсъл        | Уилямс-Рено        | Имола | Статистика |
| 1991   | Айртон Сена           | Макларън-Хонда     | Имола | Статистика |
| 1990   | Рикардо Патрезе       | Уилямс-Рено        | Имола | Статистика |
| 1989   | Айртон Сена           | Макларън-Хонда     | Имола | Статистика |
| 1988   | Айртон Сена           | Макларън-Хонда     | Имола | Статистика |
| 1987   | Найджъл Менсъл        | Уилямс-Хонда       | Имола | Статистика |
| 1986   | Ален Прост            | Макларън-ТАГ-Порше | Имола | Статистика |
| 1985   | Елио де Анджелис      | Лотус-Рено         | Имола | Статистика |
| 1984   | Ален Прост            | Макларън-ТАГ-Порше | Имола | Статистика |
| 1983   | Патрик Тамбе          | Ферари             | Имола | Статистика |
| 1982   | Дидие Пирони          | Ферари             | Имола | Статистика |
| 1981   | Нелсън Пикет          | Брабам-Форд        | Имола | Статистика |

## Най-много победи
Пилоти с най-много победи в състезания от Формула 1 — Сан Марино:
- Михаел Шумахер (6)
- Ален Прост (3)
- Аертон Сена (3)
- Найджъл Менсъл (2)
- Нелсън Пикет (2)
- Деймън Хил (2)

Тимове с най-много победи в състезания от Формула 1 — Сан Марино.
- „Ферари“ (8)
- „Уилямс“ (7)
- „Макларън“ (6)
- „Брабам“ (2)